# Operacja kowieńska
Operacja kowieńska – operacja ofensywna wojsk 3 Frontu Białoruskiego we współpracy z elementami 1 Frontu Bałtyckiego i 2 Frontu Białoruskiego, przeprowadzona pomiędzy 28 lipca a 28 sierpnia 1944 roku. Nazywana również kowieńską operacją ofensywną. Była integralną częścią białoruskiej operacji ofensywnej pod kryptonimem Bagration.

## Cele operacji
Kowno latem 1944 roku było potężnie ufortyfikowanym przez Niemców obszarem, obejmującym najkrótsze drogi do Prus Wschodnich. Ponadto było głównym węzłem komunikacyjnym, w którym przecinały się autostrady, linie kolejowe i drogi gruntowe, łączące je ze wszystkimi większymi miastami krajów bałtyckich i pozwalały niemieckiemu dowództwu manewrować rezerwami w dowolnym kierunku. Miasto posiadało średniowieczną fortecę z dziewięcioma fortami przygotowanymi do długiej obrony. Utrata Kowna pogorszyłaby i tak już coraz bardziej skomplikowaną pozycję Grupy Armii Północ po rozgromieniu wojsk niemieckich na Białorusi.
28 lipca Kwatera Główna Naczelnego Dowództwa dyrektywą nr 220160 wyznaczyła generałowi armii Iwanowi Czerniachowskiemu następujące zadania: zaatakować Kowno siłami 39. i 5 Armii od północy i południa nie później niż 1–2 sierpnia; w przyszłości wszystkimi siłami frontu przeprowadzić ofensywę do granic Prus Wschodnich i do 10 sierpnia dotrzeć na linię Rosienie – Suwałki, gdzie przejść do defensywy w celu przygotowania się do przeniesienia działań wojennych bezpośrednio na terytorium Niemiec.

## Koncepcja operacji
Aby zdobyć miasto Kowno, dowództwo frontu utworzyło dwie grupy uderzeniowe w strefie odpowiedzialności 5 Armii. 72 Korpus Strzelecki miał przebić się przez obronę wojsk niemieckich na północny wschód od niego na obszarze o szerokości 6 km i rozwinąć ofensywę w kierunku Kormiałowa i Wilków. 45 Korpus Strzelecki otrzymał rozkaz przebicia się przez obronę wroga na południowy wschód od Kowna na odcinku o szerokości 7 km. Następnie miał przeciąć autostradę i linię kolejową z miasta do Mariampol, by odciąć drogi ucieczki wrogiemu zgrupowaniu.

## Przebieg operacji
29 lipca 1944 roku, po czterdziestominutowym przygotowaniu artyleryjskim, grupy uderzeniowe przeszły do ofensywy. Odpierając kontrataki piechoty, wspieranej przez artylerię i czołgi strzelające z zasadzek, jednostki 72 Korpusu Strzeleckiego powoli posuwały się w kierunku rzeki Wilia. Rozgorzała zacięta walka o stację Polemanas. Dopiero po szesnastu godzinach ciągłych działań bojowych 291. pułk strzelecki 63 Dywizji Strzeleckiej generała majora Nikołaja Łaskina zdołał całkowicie oczyścić ją sił z wroga. Dopiero pod koniec dnia wszystkie dywizje 72 Korpusu dotarły do Wilii, 4–5 km na wschód od Kowna. Tego samego dnia 45. i 65 Korpus Strzelecki rozpoczęły uderzenia z zajętych przyczółków na zachodnim brzegu Niemna. Do wieczora ich formacje przesunęły się na głębokość od 9 do 17 km, zajęły 53 wsie i zaczęły obchodzić miasto od południa.
W nocy 31 lipca wysunięte jednostki 72 Korpusu Strzeleckiego przekroczyły Wilię na północ od Kowna. Jego 277 Dywizja Strzelecka zajęła jedną z dzielnic miasta – Wiliampol. W tym samym czasie 63 Dywizja Strzelecka pokonała linię obronną w rejonie Polemanas i rano przedarła się do Kowna. Eliminując poszczególne ogniska oporu, zbliżała się do Niemna. Jednostki inżynieryjne natychmiast przystąpiły do budowy mostów, a wieczorem artyleria dywizji przeprawiła się na drugą stronę rzeki. Oddziały piechoty, przeprawiwszy się przez nią improwizowanymi środkami, tocząc nieustanne walki dotarły do centrum miasta.
W tym samym czasie uderzenie na tym kierunku przeprowadziły formacje 65. i 45 Korpusu Strzeleckiego. Po pokonaniu obrony wroga na linii fortów Twierdzy Kowno 144 Dywizja Strzelecka pułkownika Aleksandra Dońca, omijając potężne forty nr 4 i nr 5, wdarła się do Kowna od południa. Pozycja wojsk niemieckich stała się krytyczna, gdy 120 Samodzielna Brygada Pancerna pod dowództwem pułkownika Bukowa, posuwając się wzdłuż zachodniego brzegu Niemna, przeszła na tyły kowieńskiego garnizonu. Jej główna kompania pod dowództwem Bohatera Związku Radzieckiego, starszego porucznika Michaiła Batrakowa, odkryła koncentrację niemieckich pojazdów i pojazdów opancerzonych na jednym ze skrzyżowań. Dowódca kompanii postanowił nie dopuścić do wycofania się wroga z miasta. Jednostka przeszła do obrony na wielu kierunkach i podjęła walkę z 20 czołgami wroga. W jej trakcie czołg dowódcy plutonu, Bohatera Związku Radzieckiego porucznika I. Matwijenki, zniszczył trzy pojazdy bojowe, a następnie po uszkodzeniu własnego działa zdecydował się na taranowanie. Niemieccy czołgiści spanikowali i wycofali się. Po odparciu kolejnych kontrataków kompania Batrakowa, wraz ze zbliżaniem się głównych sił brygady, kontynuowała ofensywę, rozbijając garnizon nieprzyjaciela w miejscowości Germoń, następnie zajęła Godlewo i odcięła szosę do Kowna.
Wkrótce dywizje strzeleckie 5 Armii zajęły większość miasta. Rozwijając sukces w kierunku stacji Esja, przecięli zajmujące tu obronę zgrupowanie wroga i dotarli do południowego brzegu Niemna. Pod wpływem ataków formacji wojskowych dowództwo niemieckie zaczęło wycofywać swoje wojska wzdłuż linii kolejowych i autostrad z Kowna do Mariampola. Ich odwrót został osłonięty przez grupy czołgów, dział szturmowych i piechoty zmotoryzowanej w rejonie Juzefowa. Dowódca 45 Korpusu Strzeleckiego, generał major Stanisław Popławski, rozkazał przechwycić trasy odwrotu wroga do dowódcy 184 Dywizji Strzeleckiej, generała majora B. Gorodowikowa, który przydzielił 297. pułk strzelecki i batalion czołgów starszego porucznika Krawca. Batalion ten, liczący 7 czołgów i 3 działa samobieżne, udał się na szosę Kowno-Mariampol, zaatakował Juzefowo z trzech kierunków i po zdobyciu go pozbawił wojsk niemieckich możliwości swobodnego wycofania się z Kowna.
W zespołach 39. i 5 Gwardyjskiej Armii Pancernej kontynuowano również pościg za wrogiem. Do tego czasu w 5 Gwardyjskiej Armii Pancernej sprawnych pozostało tylko 28 czołgów, które połączono w jedną brygadę. Oprócz tego w ofensywie brały udział tylko brygady strzelców zmotoryzowanych korpusu czołgów. Mimo to jednostki 29 Korpusu Pancernego przekroczyły rzekę, zajęły przyczółek na jej północno-zachodnim brzegu i kontynuując ofensywę, dotarły do miasta Cynkiszki, ważnej twierdzy nieprzyjaciela. Rankiem 1 sierpnia czerwonoarmiści zajęli Cynkiszki i Ejragołę, po czym ruszyli w kierunku Rosień.
Nie mniej zacięte walki toczyły się w centrum i na lewym skrzydle frontu. 29 lipca formacje lewej flanki 5., 33., 11 Gwardyjskiej i 31 Armii przeszły do ofensywy i przy wsparciu lotnictwa 1 Armii Lotniczej, która wykonała 628 lotów bojowych w ciągu dnia, przedarły się przez obronę wroga do głębokości od 7 do 15 km. Następnego dnia w strefie 33 Armii do przełomu wprowadzono 2 Gwardyjski Korpus Pancerny generała dywizji Aleksieja Burdiejnego. Przy wsparciu 1 Gwardyjskiej Dywizji Lotnictwa Szturmowego płk. S. D. Prutkowa, wykorzystując luki w obronie wroga, pokonał on 35 km i przeciął drogi z Kowna do Mariampola i Wyłkowyszków. Pod groźbą okrążenia kowieńskie zgrupowanie nieprzyjaciela zaczęło wycofywać się na linię obronną granicy Prus Wschodnich. W tym samym czasie wojskom niemieckim, korzystając z zalesionego terenu jezior, udało się spowolnić natarcie 11 Gwardyjskiej Armii i 31 Armii. Niemniej jednak w trakcie zaciekłych trzydniowych walk, od 29 do 31 lipca, oddziały 3 Frontu Białoruskiego złamały obronę wroga na linii Niemna, zadając poważne straty niemieckiej 3 Armii Pancernej i 4 Armii oraz zmuszając je do odwrotu w kierunku północno-zachodnim i zachodnim.
W okresie od 5 do 31 lipca formacje frontu posunęły się na zachód na odległość od 180 do 300 km, zajęły Wilno i Kowno oraz stworzyły dogodne warunki do ofensywy w kierunku granic Prus Wschodnich. W czasie walk wojska radzieckie przekroczyły Niemen, Wilię, Gawię, Dzitwę, Mereczankę i inne mniejsze rzeki z marszu; zadały poważne straty 6. i 7 Dywizji Pancernej, 50., 131., 170. i 212 Dywizji Piechoty oraz 201., 221. i 707 Dywizji Bezpieczeństwa, 765 Brygadzie Piechoty, 22 samodzielnym pułkom saperskim, policyjnym i bezpieczeństwa oraz licznym oddziałom pomocniczym; wzięły do niewoli 43 966 niemieckich żołnierzy i oficerów, zdobyły 912 dział, 67 czołgów i dział szturmowych, 3884 pojazdy i ciągniki. Straty Armii Czerwonej także okazały się znaczne. Tylko podczas natarcia znad rzeki Berezyny do rozpoczęcia przeprawy przez Niemen wyniosły one: 10 920 zabitych i 30 700 rannych; 368 czołgów i dział samobieżnych; 62 samoloty; 63 działa; 64 moździerze; 689 karabinów maszynowych i 575 samochodów.
Po zajęciu Kowna armie 3 Frontu Białoruskiego na początku sierpnia przystąpiły do realizacji zadania dotarcia do granic Prus Wschodnich. W tym celu musieli przebić się przez dobrze przygotowaną, obsadzoną wcześniej obronę wroga. W okresie od 2 do 6 sierpnia formacje strzeleckie toczyły ciężkie walki ofensywne, próbując pokonać linię obronną granicy Prus Wschodnich. Udało im się przebić obronę nieprzyjaciela w dwóch rejonach – na północ od Wyłkowyszków oraz na północny zachód i zachód od Kalwarii, ale ofensywa nie rozwinęła się. Do 9 sierpnia względny sukces odnotowano tylko na prawym skrzydle frontu, gdzie 39. i 5 Gwardyjska Armia Pancerna przekroczyła rzekę Dubissę i zajęła Rosienie.
Jednak tego samego dnia wojska niemieckie rozpoczęły silny kontratak. Po długich przygotowaniach artyleryjskich i lotniczych przełamali opór 222 Dywizji Strzeleckiej 33 Armii i dotarli do szosy Mariampol – Wyłkowyszki, gdzie napotkali ogień artyleryjski 47 Brygady Artylerii Przeciwpancernej, a następnie zasadzki czołgów z 2 Gwardyjskiego Korpusu Pancernego. Mimo ciężkich strat nieprzyjaciel po południu zajął Wyłkowyszki. Wszystkie jego próby natarcia w kierunku Kowna udaremnił 2 Gwardyjskiej Korpus Pancerny i inne formacje, które zniszczyły 123 czołgi i działa szturmowe wroga z 200 biorących udział w kontrataku.
Nie osiągnąwszy pełnego sukcesu pod Wyłkowyszkami, niemieckie dowództwo przeniosło swoje wysiłki na północ od tego miasta. Tutaj, po półgodzinnym przygotowaniu artyleryjskim, wróg zaatakował 84 Korpus Strzelecki generała dywizji Prokofiewa. Do godziny 17:00, posuwając się 5–8 km na wschód, zdobył osady Rosienie i Kalnujai, otaczając dwie brygady czołgów i dwa pułki strzeleckie. Wieczorem tego samego dnia w wyniku kontrataku 84 Korpusu Strzeleckiego, przy wsparciu formacji 5 Gwardyjskiej Armii Pancernej i samolotów szturmowych 1 Armii Powietrznej, nieprzyjaciel został odepchnięty na pozycje wyjściowe, a otoczone jednostki sowieckie zostały uwolnione.
Po tym, jak nieprzyjaciel zaczął przemieszczać się w kierunku Szawli, przeciwko 1 Frontowi Bałtyckiemu, siłami 5 Dywizji Pancernej i Dywizji Grossdeutchland, armie 3 Frontu Białoruskiego 15 sierpnia wznowiły ofensywę w kierunku ogólnym na Gąbin. Jednak w wyniku zaciekłych walk w okresie od 15 do 22 sierpnia ich formacje zdołały przesunąć się na zachód zaledwie o 6–14 km i odbić miasto Wyłkowyszki. Tylko część sił 5 Armii dotarła do granicy z Prusami Wschodnimi na jej lewym skrzydle.
17 sierpnia oddziały 5 Armii dotarły do granicznej rzeki Szeszupa na 15-kilometrowym odcinku od miasta Władysławów do ujścia rzeki Nowa, która wpada do Szeszupy. Na niemieckim brzegu rzeki atakujący uchwycili niewielkie przyczółki. Niemcy w ciągu tygodnia próbowali wyprzeć z nich wojska radzieckie. Jeden z najpotężniejszych ataków przypuścili 22 sierpnia. Wojska radzieckie zostały wycofane na wschodni brzeg na przełomie sierpnia i września, kiedy ofensywa Armii Czerwonej w tym rejonie ustała, więc utrzymywanie tych niewielkich przyczółków straciło sens.
Na tym dla 3 Frontu Białoruskiego operacja kowieńska w ramach wielkiej operacji Bagration zakończyła się.